# Кубок Данії з футболу 2003—2004
Кубок Данії з футболу 2003–2004 — 50-й розіграш кубкового футбольного турніру в Данії. Титул вдруге поспіль здобув Копенгаген.

## Календар
| Раунд           | Дата                       | Матчі | Клуби   |
| --------------- | -------------------------- | ----- | ------- |
| Перший раунд    |                            | 32    | 92 → 60 |
| Другий раунд    |                            | 20    | 60 → 40 |
| Третій раунд    | 2-3 вересня 2003           | 14    | 40 → 26 |
| Четвертий раунд | 24 вересня - 9 жовтня 2003 | 10    | 26 → 16 |
| 1/8 фіналу      | 14-24 березня 2004         | 8     | 16 → 8  |
| 1/4 фіналу      | 8 квітня 2004              | 4     | 8 → 4   |
| 1/2 фіналу      | 21 квітня/5 травня 2004    | 4     | 4 → 2   |
| Фінал           | 20 травня 2004             | 1     | 2 → 1   |

## 1/8 фіналу
| Команда 1            | Рахунок | Команда 2    |
| -------------------- | ------- | ------------ |
| 14 березня 2004      |         |              |
| Болдклуббен 1893 (2) | 1:3 дч  | Горсенс (2)  |
| 24 березня 2004      |         |              |
| Гельсінгер (5)       | 1:3     | Сківе ІК (3) |
| Елстюкке (2)         | 4:5     | Оденсе       |
| Академіск БК         | 0:1     | Віборг       |
| Фрем                 | 0:2     | Брондбю      |
| Есб'єрг              | 1:2     | Ольборг      |
| Норшелланн           | 2:4     | Копенгаген   |
| Сількеборг (2)       | 1:2     | Нюкебінг (2) |

## 1/4 фіналу
| Команда 1     | Рахунок | Команда 2  |
| ------------- | ------- | ---------- |
| 8 квітня 2004 |         |            |
| Горсенс (2)   | 1:2     | Оденсе     |
| Ольборг       | 2:0     | Віборг     |
| Нюкебінг (2)  | 0:2     | Брондбю    |
| Сківе ІК (3)  | 0:2     | Копенгаген |

## 1/2 фіналу
| Команда 1               | Заг. | Команда 2 | 1-й матч | 2-й матч |
| ----------------------- | ---- | --------- | -------- | -------- |
| 21 квітня/5 травня 2004 |      |           |          |          |
| Копенгаген              | 7:3  | Оденсе    | 3:1      | 4:2      |
| Брондбю                 | 1:2  | Ольборг   | 0:0      | 1:2      |

## Фінал
| 20 травня 2004 |

| Ольборг | 0:1      | Копенгаген |
| ------- | -------- | ---------- |
|         | Протокол | Бісгар 28' |

| Паркен, Копенгаген Глядачів: 38 095 Арбітр: Мікаель Свендсен |